# Kavalírka
Kavalírka je usedlost v pražské čtvrti Košíře, Musílkova čp. 119/7. Asi 100 metrů od budovy se nachází Gymnázium Nad Kavalírkou (Nad Kavalírkou 1). 

## Historie
Usedlost pochází ze začátku 18. století, dnešní novoklasicistní podobu získala v 19. století. Její jméno se objevuje již v roce 1713, kdy byla v držení Jana Pešiny z Čechorodu. Protáhlá budova esovitého půdorysu byla novoklasicistně přestavěna v druhé polovině 19. století. Naproti Kavalírce stojí pískovcová socha sv. Václava na podstavci s erby a nápisem: Svatý Václave nedej zahynouti nám ni budoucím. Její autor je neznámý, pochází z r. 1905. Na počátku 20. století zde Stanislav Černý zřídil sanatorium a snažil se svými znalostmi bojovat proti rakovině. Po první světové válce byl do zdejší zahrady umístěn pavilon navržený Janem Kotěrou. Od roku 1923 byla v majetku jako sídlo rodiny Ringhofferů. Za druhé světové války sloužila usedlost především k německým vojenským účelům. Jako pozůstatek je v zahradě zachovaný vojenský einmannbunker. Budova byla roku 2006 zvýšena o jedno podlaží a také její půdní prostory byly využity. V rezidenci Kavalírka je celkem 12 zařízených bytů. Kavalírka slouží k bydlení do současnosti. Objekt a parcely vlastní Rav PropCo Rentals I. s.r.o.

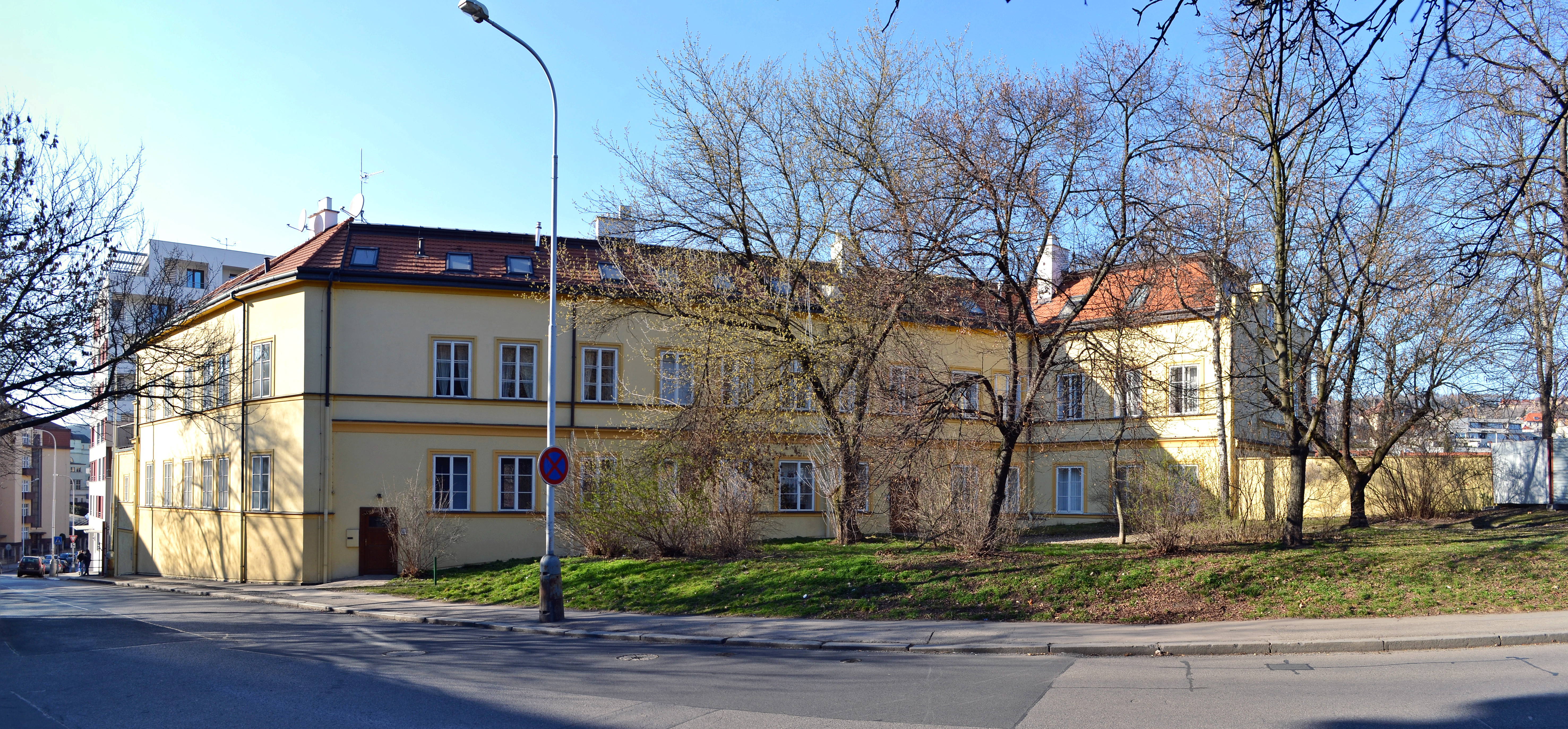
Usedlost Kavalírka od jihu. Pohled z ulice Nad Kavalírkou (2014)

## Podnik na přesnou optiku firmy Srb a Štýs
V r.1919 byl pod Kavalírkou (čp. 208) založen v bývalém sanatoriu optickomechanický závod Srb a Štys. Úspěch firmy spočíval především v moderním systému tovární výroby. Po válce (ul. Dr. Musílka 208) a od roku 1965 v nových prostorech pod Vidoulí (Naskové 1) byl vyráběn úplný sortiment přístrojů a pomůcek pro geodézii, lékařství, biologii, školství i přístroje speciálního určení například pro armádu. Vyráběly se mikroskopy, dalekohledy, periskopy atd. Firma měla vlastní laboratoře, vývoj, vlastní broušení optického skla. V roce 1948 byl podnik znárodněn a od roku 1949 pojmenován Meopta n. p. Košíře. Výroba zahrnovala mikroskopy, geodetické přístroje, dalekohledy a pod. Roku 1963 pak proběhla další organizační změna a podnik nesl od té doby název ZPA Košíře (Závody průmyslové automatizace). Zabýval se nově i výrobou přesné mechaniky a elektromechaniky (např. páskové paměti tehdejších počítačů či optické odměřovací zařízení pro obráběcí stroje atd.). Až do roku 1989 si ZPA  Košíře s. p. nesla své jméno, které však bylo následně změněno na Křižík, státní podnik, odštěpný závod Srb a Štýs Praha. Tento státní podnik byl v roce 2005 vymazán z obchodního rejstříku.

## Filmový ateliér
Slávu však Kavalírce svého času přinesl až filmový ateliér. Sdružení Praga-film bylo založeno 26. června 1917 pěti společníky: Antonínem Fenclem, Jaroslavem Fenclem, Vácslavem Havlem, Milošem Havlem a Karlem Deglem. Společnost nebyla zatím zaprotokolována (Miloš Havel nebyl plnoletý) a de facto fungovala pod Lucernafilmem. Společnost Praga-film založili bratři Fenclové až 17. září 1917. Název společnosti byl zaprotokolován ve formě "Praga-film", nicméně ani ve spisech Krajského obchodního soudu není užíván jednotně, objevuje se i ve tvaru "Pragafilm" nebo "Praga-Film". Jednateli společnosti byli bratři Fenclové, zaprotokolovanou náplní společnosti byla "výroba, koupě, prodej a půjčování filmů jakož i všech předmětů do oboru kinematografického spadajících, nabývání koncesí a provozování všech podniků z oboru kinematografie a světelných obrazů vůbec. Pro dva filmy společnost použila jako exteriéry park Kavalírka. V roce 1918 sem byl přenesen dřevěný pavilon SVU Mánes z KInského zahrady později využívaný pro filmování. V dubnu 1926 byl v tomto pavilonu zprovozněn Atelier Kavalírka, kde vznikaly úspěšné němé filmy, např. Falešná kočička Svatopluka Innemanna (1926) či Erotikon Gustava Machatého (1929). Tamní spolupráce režiséra a košířského rodáka Karla Lamače a herecké hvězdy Anny Ondrákové výrazně ovlivnila českou kinematografii v němé éře. Celkem zde bylo natočeno téměř 50 filmů. Herec Theodor Pištěk zde také provozoval hereckou kantýnu. Filmové studio a ateliér Kavalírka však byly v činnosti pouhé tři roky. V noci z 25. na 26. října 1929 zde vznikl požár, který ateliér zlikvidoval. Odhadnutá škoda činila 2 mil. Kč dle odhadu zveřejněném v Lidových novinách. K ateliéru se hlásí v roce 2021 otevřené Kino Kavalírka (bývalé Kino Na Zámečnici, Plzeňská 2576/210) s odkazem na historické filmové ateliéry na Kavalírce.

## Popis
Hlavní severní průčelí je jednopatrové, symetricky řešené se středem zdůrazněným vstupem a balkónem. V patře po obou stranách balkónu s jednoduchou litinovou mříží jsou pod bohatou štukovou římsou výrazně rámovaná okna. Hlavními architektonickými prvky jsou vlys s meandrem, rytmizovaná hlavní římsa a výrazné rámování oken. Na nároží v přízemí a v patře nad nimi jsou symbolické plastiky rozsévače a žence. Severozápadní fasáda je rytmicky členěna řadou pilastrů. Zvýšené patro z roku 2006 plně respektuje původní architektonické řešení.